# Ендор
Лісистий супутник Ендора, іноді званий просто Ендор (англ. Endor) — планета зі всесвіту Зоряних війн. Невелика, вкрита лісом планета, що обертається навколо газового гіганта Ендор. Цей світ відомий як батьківщина евоків і планета, на якій сталася Ендорська битва, що призвела до падіння Галактичної імперії і смерті імператора Палпатіна.
Супутник також відомий великою кількістю розумних форм життя, що існують на його поверхні, починаючи від звичних і закінчуючи екзотичними. Багато в чому різноманітність пояснюється виключно частими випадками падіння на планету космічних кораблів.
Ця планета показана у фільмі «Зоряні війни. Епізод VI: Повернення джедая», відеоіграх Star Wars: Battlefront та Lego Star Wars.